# Mummy And Daddy
Mummy And Daddy är ett musikalbum av Whitehouse, utgivet 1998.

## Låtlista
1. Philosophy of The Wife-beater (5:32)
2. Worthless (1:43)
3. A Cunt Like You (6:02)
4. Daddo (12:15)
5. Private (20:26)